# Trnovec (Šomođska županija, Mađarska)
Trnovec (mađ. Somogytarnóca) je pogranično selo u južnoj Mađarskoj.

## Zemljopisni položaj
Nalazi se na 46° 0' sjeverne zemljopisne širine i 17° 28' istočne zemljopisne dužine. 
2 km jugozapadno je Drávaszentes, Komluš je 4 km zapadno-sjeverozapadno, gradić Barča je 3,5 km južno, a Suljok je 7,5 km sjeveroistočno. Jugoistočno i istočno od Trnovca se nalazi nekoliko ribnjaka.
1,5 km sjeverno se nalazi zaštićeno područje Csokonyavisontski šumski pašnjak.

## Upravna organizacija
Upravno pripada Barčanskoj mikroregiji u Šomođskoj županiji. Poštanski broj je 7557, dok grad kojem pripada, Barča, ima broj 7550.
Do 1978. je bilo samostalnim selom, a onda je zajedno s Drávaszentesom pripojeno naselju Barči koje je onda dobilo status grada.

## Promet
Kroz Trnovec u pravcu sjever-jug prolazi državna cestovna prometnica br. 68.

## Stanovništvo
Trnovec ima 711 stanovnika (2001.). 

## Vanjske poveznice
- Trnovec na fallingrain.com